# Hydrostatik
Hydrostatik, eller fluidstatik, är läran om vätskor i vila (eller med så låg flödeshastighet att rörelseenergin i sammanhanget är försumbar) och är en underkategori till fluidmekanik. 

## Definition
Termen hydrostatik refererar vanligen till den matematiska betydelsen av ämnet. Det innebär studier av de tillstånd då en vätska är stabil (ekvilibrium). Hydrostatik skall inte förväxlas med hydraulik eller hydrodynamik vilket omfattar vätskor i rörelse. Ej heller skall det förväxlas med strömningsmekanik vilket behandlar vätskor i rörelse och som utför någon form av arbete.